# Limnebius truncatellus
Limnebius truncatellus är en skalbaggsart som först beskrevs av Carl Peter Thunberg 1794.  Limnebius truncatellus ingår i släktet Limnebius och familjen vattenbrynsbaggar. Arten är reproducerande i Sverige. Inga underarter finns listade i Catalogue of Life.